# Kiso (Schiff, 2005)
Die Kiso (きそ) (II) ist ein 2005 in Dienst gestelltes Fährschiff der japanischen Reederei Taiheiyō Ferry. Sie steht auf der Strecke von Nagoya über Sendai nach Tomakomai im Einsatz.

## Geschichte
Die Kiso wurde im März 2003 in Auftrag gegeben und am 26. Januar 2004 unter der Baunummer 1103 in der Werft von Mitsubishi Heavy Industries in Shimonoseki auf Kiel gelegt. Der Stapellauf erfolgte am 22. Juli 2004. Nach der Übergabe an Taiheiyō Ferry am 5. Januar 2005 nahm das Schiff am 9. Januar 2005 den Fährdienst zwischen Nagoya, Sendai und Tomakomai auf. Es ersetzte hierbei seinen namensgleichen Vorgänger von 1987, der nach Griechenland verkauft wurde. Die Kiso hat kein Schwesterschiff, jedoch besitzt die 2011 in Dienst gestellte Ishikari ähnliche Abmessungen und ein ähnliches Design.
Das Schiff benötigt für eine Überfahrt von Nagoya nach Tomakomai etwa 40 Stunden. Die Räumlichkeiten der Fähre sind im Themenbereich Pazifik eingerichtet und dementsprechend betitelt. So trägt das Restaurant der Kiso den Namen Tahiti. Zu den weiteren Passagiereinrichtungen zählen ein Konzert- und Veranstaltungssaal, ein Cafe mit Bar, ein Massageraum sowie Räumlichkeiten für Karaoke und Videospiele. Die auf größeren japanischen Fähren üblichen Badehäuser (Sentō) befinden sich auf Deck 5. Die Passagiere der Kiso können in der Ersten oder Zweiten Klasse reisen. Fahrgäste der Ersten Klasse können zwischen Kabinen oder Kojen in verschiedenen Kategorien und Größen wählen, die sowohl im westlichen, als auch im japanischen Stil eingerichtet sind. Die teuerste Kabine an Bord ist die 52 Quadratmeter große Royal Suite. Die Passagiere der Zweiten Klasse sind in Schlafsälen untergebracht.